# Roberto Chen
Roberto Leandro Chen Rodríguez (Bocas del Toro, 24 maggio 1994) è un calciatore panamense, difensore del Tauro.

## Carriera

### Club
Cresciuto nelle giovanili del San Francisco, ha debuttato a livello professionistico nel 2011, all'età di 17 anni.
Il 3 agosto 2013 firma un contratto quadriennale con il Málaga, club che lo ha acquistato per circa 500.000 euro.

### Nazionale
Nel 2011 ha giocato 4 partite senza mai segnare nei Mondiali Under-17.
Dal 2011 viene convocato nella nazionale maggiore, con la quale ha partecipato alla CONCACAF Gold Cup 2013, nella quale ha giocato 6 partite.
È l'unico calciatore del suo paese ad essere stato convocato nello stesso anno nella Nazionale under-19, nella Nazionale under-20 e nella nazionale maggiore.